# .ee
.ee е интернет домейн от първо ниво, предназначен за Естония. Въведен е през 1992 година.

## Домейни от трето ниво
- .com.ee – дружества (регистрирани предприятия), както са определени в Търговския закон.
- .pri.ee – физически лица.
- .fie.ee – самостоятелно заети лица (еднолични търговци) съгласно определението в Търговския закон.
- .med.ee – медицински / здравни заведения.
- .edu.ee – образователни институции и проекти.[1]
- .lib.ee – библиотеки.[2]
- .org.ee – организации и проекти с нестопанска цел.[3]